# Georges Van Slype
Georges van Slype (1928-2009) fue un documentalista e informatólogo belga. Fue uno de los mayores expertos en lingüística documental, especialmente en el desarrollo de tesauros.

## Biografía
Nació en 1928 en Bélgica, en zona francófona. Se licenció en Económica en la Universidad Libre de Bruselas, doctorándose en Economía Aplicada. Aunque trabajó en el mundo universitario como profesor en la universidad donde estudió y que creó el departamento de Documentación en 1970, o en la Universidad de Ginebra durante la década de los 80, Georges Van Slype trabajó durante 31 años en el Bureau Marcel Van Dijk (desde 1962 a 1993) un gabinete compuesto de ingenieros y consultores especializados en técnicas de gestión, dirigiendo un equipo de documentalistas. 
Allí desarrolló más de una docena de tesauros monolingües y multilingües para numerosas instituciones, tanto públicas como privadas, organismos nacionales como internacionales. Los tesauros podían ser de ciencias exactas, humanas, sociales...  En 1963, Georges Van Slype dirige el desarrollo y elaboración del primer tesauro multilingüe del mundo: el Documentation Internationale de Recherches Routieres (DIRR), en inglés y francés. Otro tesauro importante que desarrolla es el tesauro de educación EUDISED en 1984 junto a Jean Viet.
En 1967, Van Slype, en compañía de Marcek Van Dijk, realizan un viaje pensionado por la Électricité de France (EDF) por Norteamérica, Reino Unido y Alemania donde visitará distintos centros de documentación donde se nutrirá de todo lo relacionado con técnicas y servicios documentales que dará como fruto la obra El servicio de Documentación frente a la explosión de la información en coautoría con Van Dijk.  
En 1976, redacta para la Comisión Europea las normas básicas por las cuales se debe guiar la construcción de un tesauro.
En 1987, publica una obra de síntesis que tendría una influencia decisiva en el área documental francófona e hispana. La obra se titulaba Los lenguajes de indización: concepto, construcción y utilización en los sistemas documentales. En esta obra, analiza los distintos lenguajes documentales de manera comparativa, dividiendo entre lenguajes precoordinados a los lenguajes de clasificación, y postcoordiandos a los lenguajes de indización. 
Georges Van Slype mostró su atención en los lenguajes de indización (listas de palabras clave, lista de descriptores libres, lista de autoridades y tesauros) desde su concepción, construcción y utilización. En tesauros ahondó sus investigaciones realizando comparativas entre los tesauros existentes y comprobando la funcionalidad de los programas informáticos de ayuda en su construcción. Van Slype definió al tesauro como lista estructurada de conceptos destinada a representar de manera unívoca el contenido de los documentos y de la consulta dentro de un sistema documental determinado. Además, fue un ferviente defensor de la utilización del diagrama de flechas para la conceptualización de un tesauro.
Van Slype también analizará la indización y los problemas de recuperación de información desde una doble prisma: el humano o manual, y el automatizado o asistido por ordenador.